# Robyn Eckersley
Robyn Eckersley (nascida em 1958) é Professora e Chefe de Ciência Política na Escola de Ciências Sociais e Políticas da Universidade de Melbourne, Austrália.

## Biografia
Eckersley cresceu em Perth e se formou em direito pela Universidade da Austrália Ocidental. Estudou na Universidade de Cambridge e tem um PhD em política ambiental pela Universidade da Tasmânia. Anteriormente, era advogada pública e, em seguida, professora da Universidade Monash até 2001, quando se mudou para a Universidade de Melbourne.

## O estado verde
Os argumentos de Eckersley são amplamente conduzidos no domínio da teoria política, mas têm se mostrado influentes na política ambiental. O seu livro de 1992, The Green State: Rethinking Democracy and Sovereignty (Ambientalismo e Teoria Política: Rumo a uma Abordagem Ecocêntrica), foi um dos primeiros a defender uma forma de governo ecocêntrica
No seu livro de 2004, The Green State: Rethinking Democracy and Sovereignty, Eckersley propõe a "ecologia política crítica" como um paradigma para explorar o que pode ser necessário para criar um estado verde ou um estado democrático verde, um governo onde os ideais regulatórios e os procedimentos democráticos do estado democrático são informados pela democracia ecológica. O estado soberano é remodelado no papel de administrador ecológico e facilitador da democracia transnacional. O estado democrático verde é proposto como uma alternativa evolutiva ao estado democrático liberal, o estado de bem-estar e o estado neoliberal.

## Trabalhos
- Brown, C. and R. Eckersley (eds.). 2018. The Oxford Handbook of International Political Theory. Oxford University Press. ISBN 9780198746928
- Peter Christoff and Robyn Eckersley. 2013. Globalisation and the Environment. Lanham: Rowman and Littlefield.
- Bukovansky M, I. Clark, R. Eckersley, R. Price, C. Reus-Smit, and N.J. Wheeler. 2012. Special Responsibilities: Global Problems and American Power. Cambridge: Cambridge University Press.
- D. Altman, J. Camilleri, R. Eckersley and G. Hoffstaedter (eds.). 2012.  Why Human Security Matters: Rethinking Australian Foreign Policy. Sydney: Allen and Unwin.
- Robyn Eckersley and Andrew Dobson (eds.). 2006. Political Theory and the Ecological Challenge. Cambridge: Cambridge University Press.
- Robyn Eckersley and John Barry (eds.). 2005. The State and the Global Ecological Crisis. Cambridge, MA: MIT Press.
- Robyn Eckersley. 2004. The Green State: Rethinking Democracy and Sovereignty. Cambridge: MIT Press[3]. (Melbourne Woodward Medal 2005 for the best research in Humanities and Social Sciences)
- Robyn Eckersley. 1992. Environmentalism and Political Theory: Toward an Ecocentric Approach. State University of New York Press.